# Menhir d'Altorf
Langestein
Le menhir d’Altorf est un monument historique situé à Altorf, dans le département français du Bas-Rhin.

## Localisation
Le menhir est dressé au lieu-dit Gaensweidt, à la limite entre les territoires des communes d’Altorf et de Dorlisheim.
Le menhir est traditionnellement appelé der lange Stein ou Langestein, « la longue pierre », mais le lieu est l’objet de plusieurs autres surnoms. Ayant la réputation d’être le lieu de sabbats et d’apparitions d’une dame blanche, il est ainsi parfois surnommé Hexenbuckel, « tertre des sorcières » par les habitants d’Altorf.
À Molsheim, la pierre était plus vulgairement appelée Hardtbibber, « la bite dure ». Dans cette même ville une histoire locale raconte qu’un ivrogne avait parié dans une auberge qu’il pourrait manger plusieurs douzaines de saucissons et boire plusieurs litres de vin. Ayant gagné son pari, il quitta Molsheim en courant en direction de la pierre, au pied de laquelle il fut retrouvé le ventre éclaté. Les habitants l’enterrèrent alors au pied du menhir.

## Historique
La période à laquelle menhir a été dressé n’est pas établie avec certitude, mais les fouilles ont montré qu’un tertre a été élevé autour de lui après son érection, tertre qui a servi de sépulture à l’âge du fer, à la fin de la période de Halstatt. Plus tard, le menhir a été rémployé comme borne marquant la limite entre les bans d’Altorf et Dorlisheim, puis, vers la fin du XIXe siècle ou le début du XXe siècle, le tertre a été arasé pour aplanir le pré voisin, ce qui a entraîné la destruction de la majeure partie de la sépulture,.
Le site a fait l’objet de fouilles archéologiques sous la direction de F.A. Schaeffer en 1928 et le menhir classé au titre des monuments historiques depuis 1930,.

## Description
Le menhir est taillé dans du grès jaune-rouge à grains grossiers pouvant provenir de la région de Wolxheim ou Soultz-les-Bains. Il mesure au total 2,24 m de haut, bien qu’il ne dépassait à l’origine de 1,25 m le niveau du sol. Sa section est plus ou moins rectangulaire et mesure 0,80 m par 0,37 m à la base et 0,34 m par 0,27 m au sommet.
Probablement brut à l’origine, il a été gravé sur trois côté à une date ultérieure : du côté d’Altorf se trouve une gravure en forme de crampon évoquant le blason de cette commune ainsi qu’un visage sculpté en bas-relief et sur les deux autres faces le millésime 1781,.
À sa base, en sous-sol, le menhir est calé par une série de galets. La base elle-même n’est pas plane, mais irrégulière, avec une brisure dans l’angle nord qui a été comblée avec deux pierres.

## Galerie

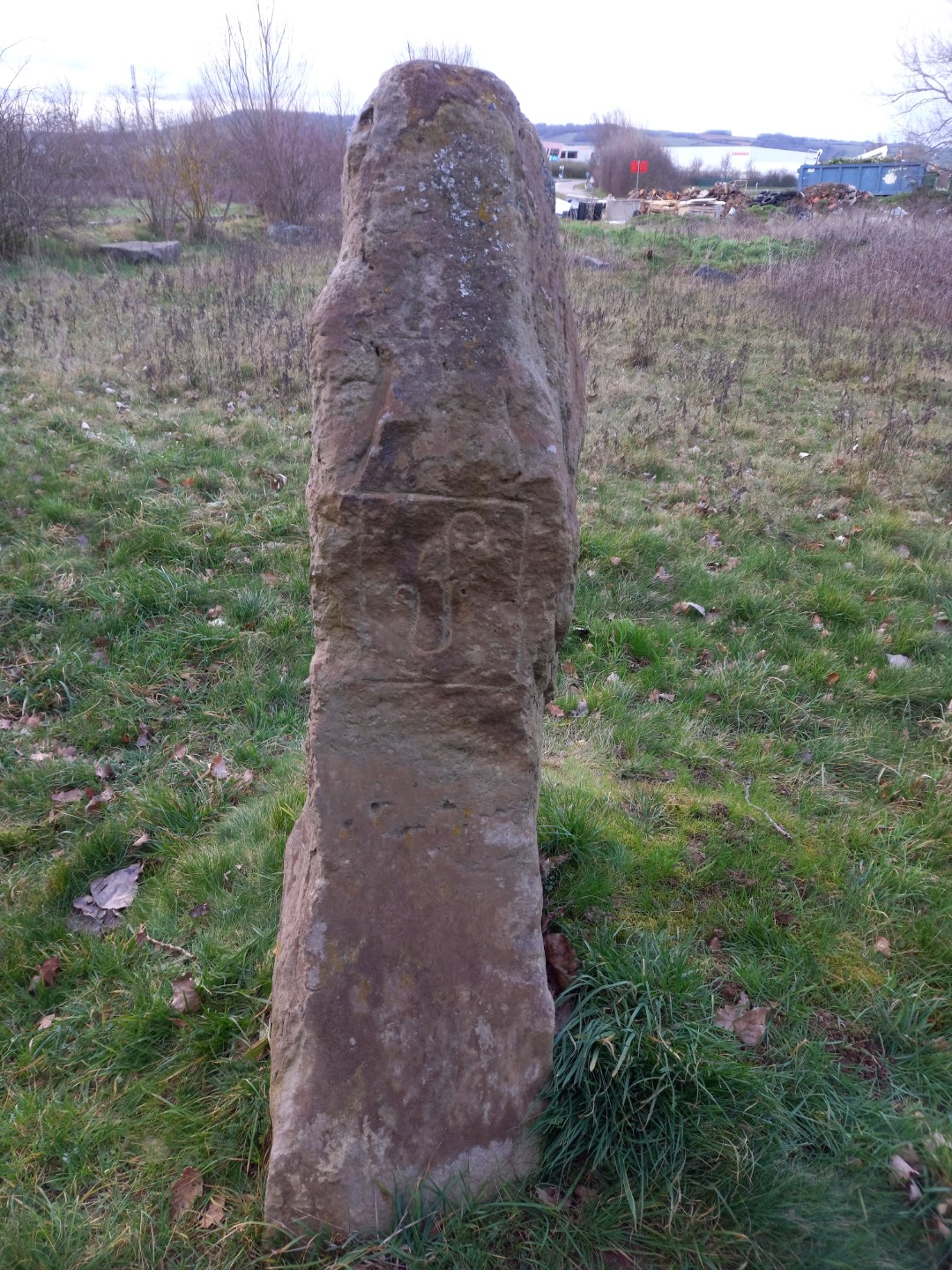
Vue de droite.
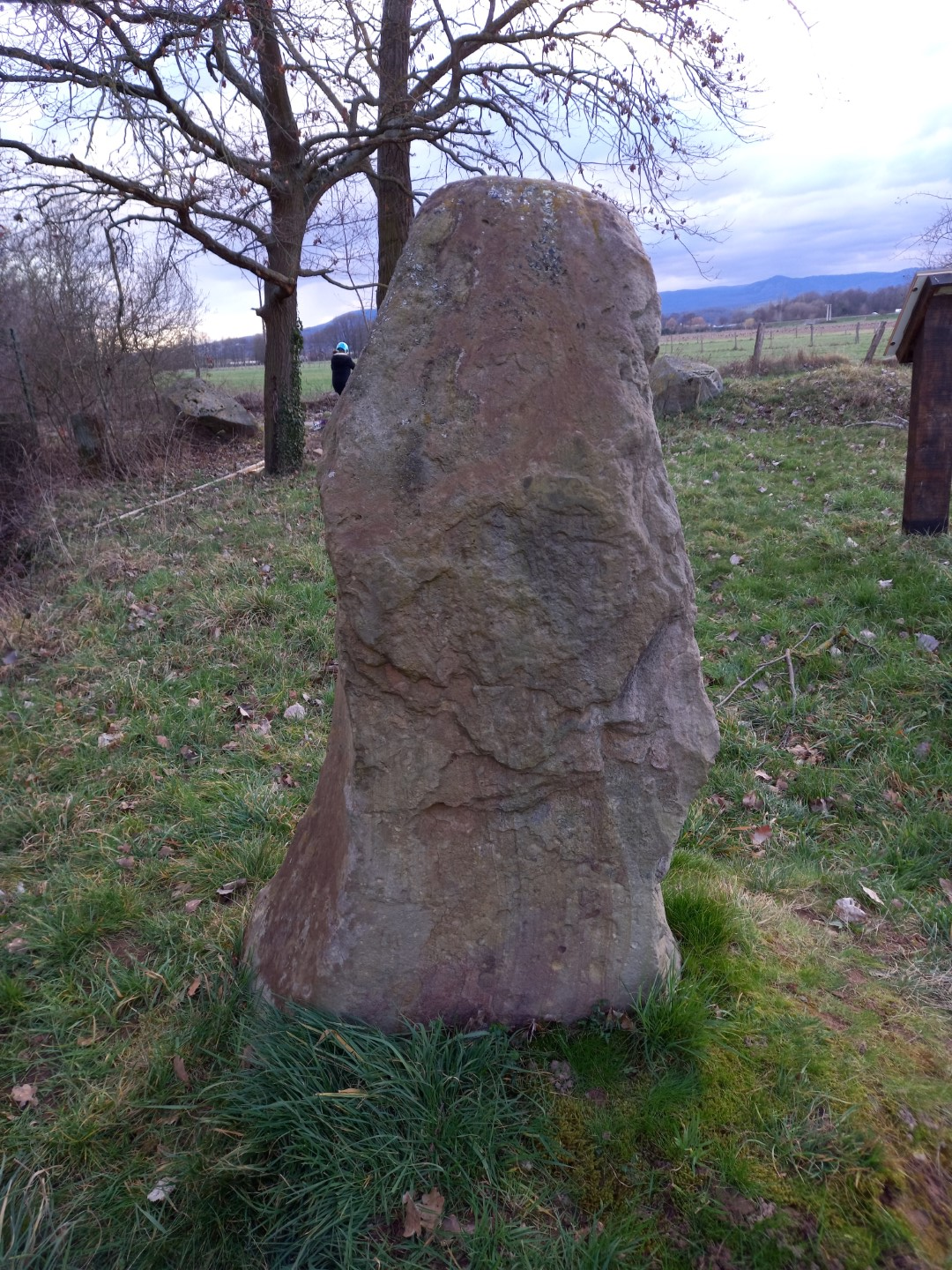
Vue arrière.
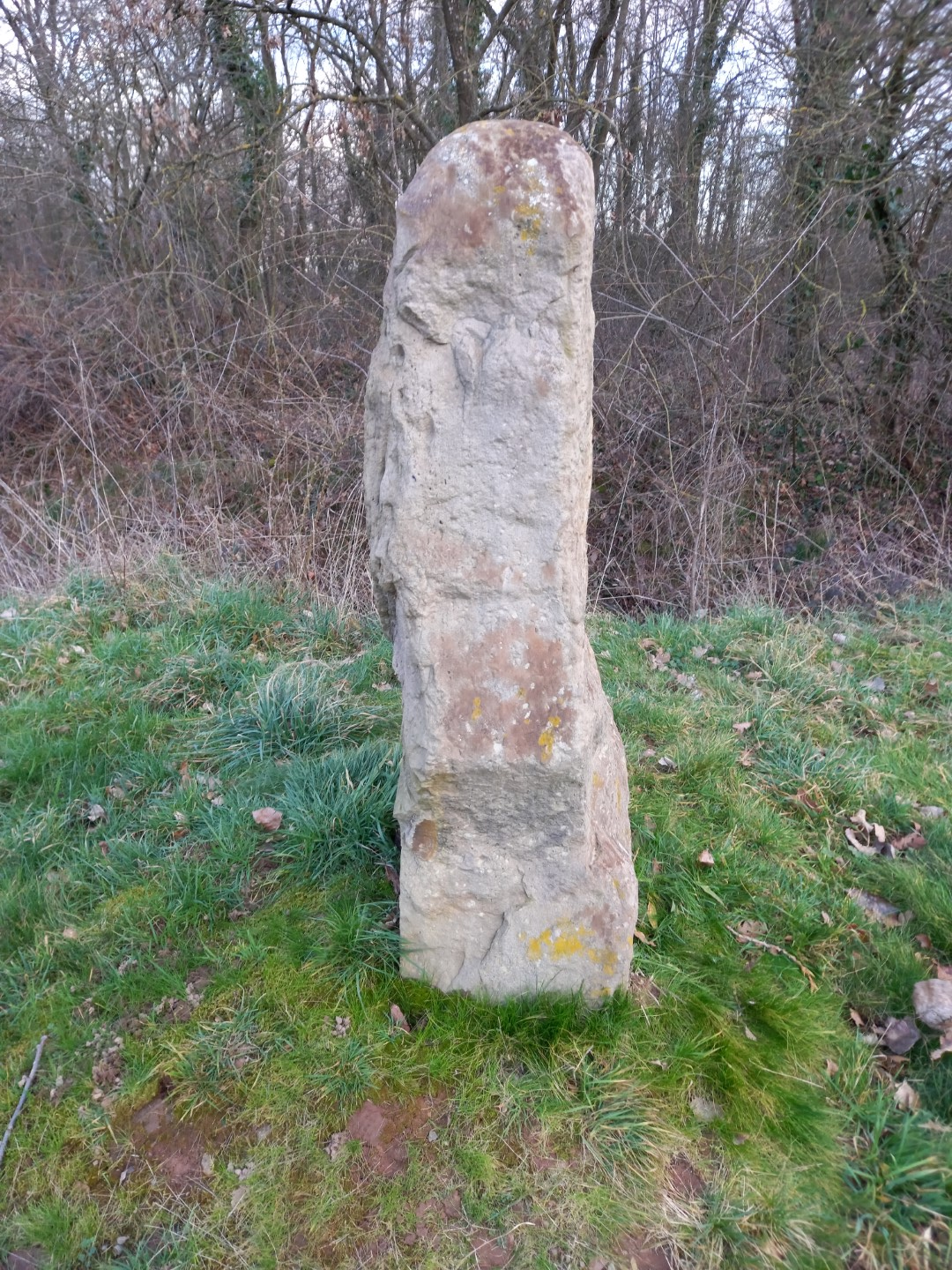
Vue de gauche.